# Unión do Povo Galego-liña proletaria
Unión do Povo Galego-liña proletaria (UPG-lp) va ser un partit gallec independentista i comunista que donava suport la lluita armada. Editava el periòdic Terra e Tempo.
Fruit d'una escissió de la Unión do Povo Galego esdevinguda en 1977 quan l'escriptor i polític Xosé Lois Méndez Ferrín, que acusava a la UPG de dretanització, progressiu acatament de les institucions espanyoles i interclassisme, va ser expulsat de l'organització per discrepàncies en la política sindical, oposició a la legalització de la Intersindical Nacional Galega, sobre la participació en les eleccions i també pel seu suport a la lluita armada. Reclamarà l'abstenció a les eleccions generals espanyoles de 1977. Serà rebatejat en 1978 amb el nom de Partido Galego do Proletariado.